# Campionati europei individuali di ginnastica artistica 2007
I II Campionati europei individuali di ginnastica artistica si sono svolti a Amsterdam, nei Paesi Bassi, nell'aprile 2007. Sono stati stata la seconda edizione dei Campionati europei di ginnastica artistica riservata alle competizioni individuali.

## Podi
| Evento                 | Oro                       | Argento                                    | Bronzo                                           |
| Uomini                 |                           |                                            |                                                  |
| Concorso individuale   | Maxim Deviatovski (RUS)   | Fabian Hambüchen (DEU)                     | Yury Ryazanov (RUS)                              |
| Corpo libero           | Rafael Martinez (ESP)     | Thomas Bouhail (FRA)                       | Matthias Fahrig (DEU) Eleftherios Kosmidis (GRC) |
| Cavallo con maniglie   | Krisztián Berki (HUN)     | Daniel Keatings (GBR)                      | Flavius Koczi (ROU)                              |
| Anelli                 | Oleksandr Vorobiov (UKR)  | Jordan Jovčev (BGR) Andrea Coppolino (ITA) | non assegnato                                    |
| Volteggio              | Anton Golotsutskov (RUS)  | Raphael Wignanitz (FRA)                    | Jeffrey Wammes (NLD)                             |
| Parallele simmetriche  | Mitja Petkovšek (SVN)     | Nikolai Kryukov (RUS)                      | Epke Zonderland (NLD)                            |
| Sbarra                 | Fabian Hambüchen (DEU)    | Aljaž Pegan (SVN)                          | Igor Cassina (ITA)                               |
| Donne                  |                           |                                            |                                                  |
| Concorso individuale   | Vanessa Ferrari (ITA)     | Sandra Izbaşa (ROU)                        | Alina Kozich (UKR)                               |
| Volteggio              | Carlotta Giovannini (ITA) | Oksana Chusovitina (DEU)                   | Anna Grudko (RUS)                                |
| Parallele asimmetriche | Dariya Zgoba (UKR)        | Steliana Nistor (ROU)                      | Ekaterina Kramarenko (RUS)                       |
| Trave di equilibrio    | Yulia Lozhecko (RUS)      | Sandra Izbaşa (ROU)                        | Stefani Bismpikou (GRC) Steliana Nistor (ROU)    |
| Corpo libero           | Vanessa Ferrari (ITA)     | Beth Tweddle (GBR)                         | Alina Kozich (UKR)                               |

## Medagliere
| Posiz. | Nazione     | Oro | Argento | Bronzo | Totale |
| ------ | ----------- | --- | ------- | ------ | ------ |
| 1      | Italia      | 3   | 1       | 1      | 5      |
| 2      | Ucraina     | 2   | 0       | 3      | 5      |
| 3      | Russia      | 3   | 1       | 3      | 7      |
| 4      | Romania     | 0   | 3       | 2      | 6      |
| 5      | Regno Unito | 0   | 2       | 0      | 1      |
| 6      | Germania    | 1   | 2       | 1      | 4      |
| 7      | Grecia      | 0   | 0       | 1      | 1      |
| Totale | Totale      | 5   | 5       | 6      | 16     |